# Amtsgericht Brüssow
Das Amtsgericht Brüssow war ein preußisches Amtsgericht mit Sitz in Brüssow, Provinz Brandenburg.

## Geschichte
Seit 1849 bestanden in Preußen Kreisgerichte. Das Kreisgericht Prenzlau war dem Kammergericht nachgeordnet. in Brüssow bestand eine Zweigstelle (Gerichtskommission) des Kreisgerichts Prenzlau. Im Rahmen der Reichsjustizgesetze wurden diese Gerichte 1879 aufgehoben. Das königlich preußische Amtsgericht Brüssow wurde mit Wirkung zum 1. Oktober 1879 als eines von zwölf Amtsgerichten im Bezirk des Landgerichtes Prenzlau im Bezirk des Kammergerichtes gebildet. Der Sitz des Gerichts war die Stadt Brüssow. Sein Gerichtsbezirk umfasste aus dem Landkreis Prenzlau den Stadtbezirk Brüssow, die Amtsbezirke Battin, Brüssow, Caselow, Klockow, Menkin, Polzow, Rossow und Züsedom, den Amtsbezirk Schönfeld ohne den Gemeindebezirk und Gutsbezirk Tornow sowie den Gemeindebezirk Wallmow und den Gemeindebezirk und Gutsbezirk Schwaneberg aus dem Amtsbezirk Schmölln. Am Gericht bestand 1880 eine Richterstelle. Das Amtsgericht war damit ein kleines Amtsgericht im Landgerichtsbezirk.
Im Jahre 1945 wurde das Amtsgericht Brüssow dem Landgericht Eberswalde zugeordnet. In der DDR wurden 1952 die Amtsgerichte und damit auch das Amtsgericht Brüssow aufgehoben und Kreisgerichte, darunter das Kreisgericht Pasewalk für den Kreis Pasewalk, gebildet. Das Amtsgericht Brüssow wurde auch nach dem Zusammenbruch der DDR nicht mehr eröffnet.